# مخلعة

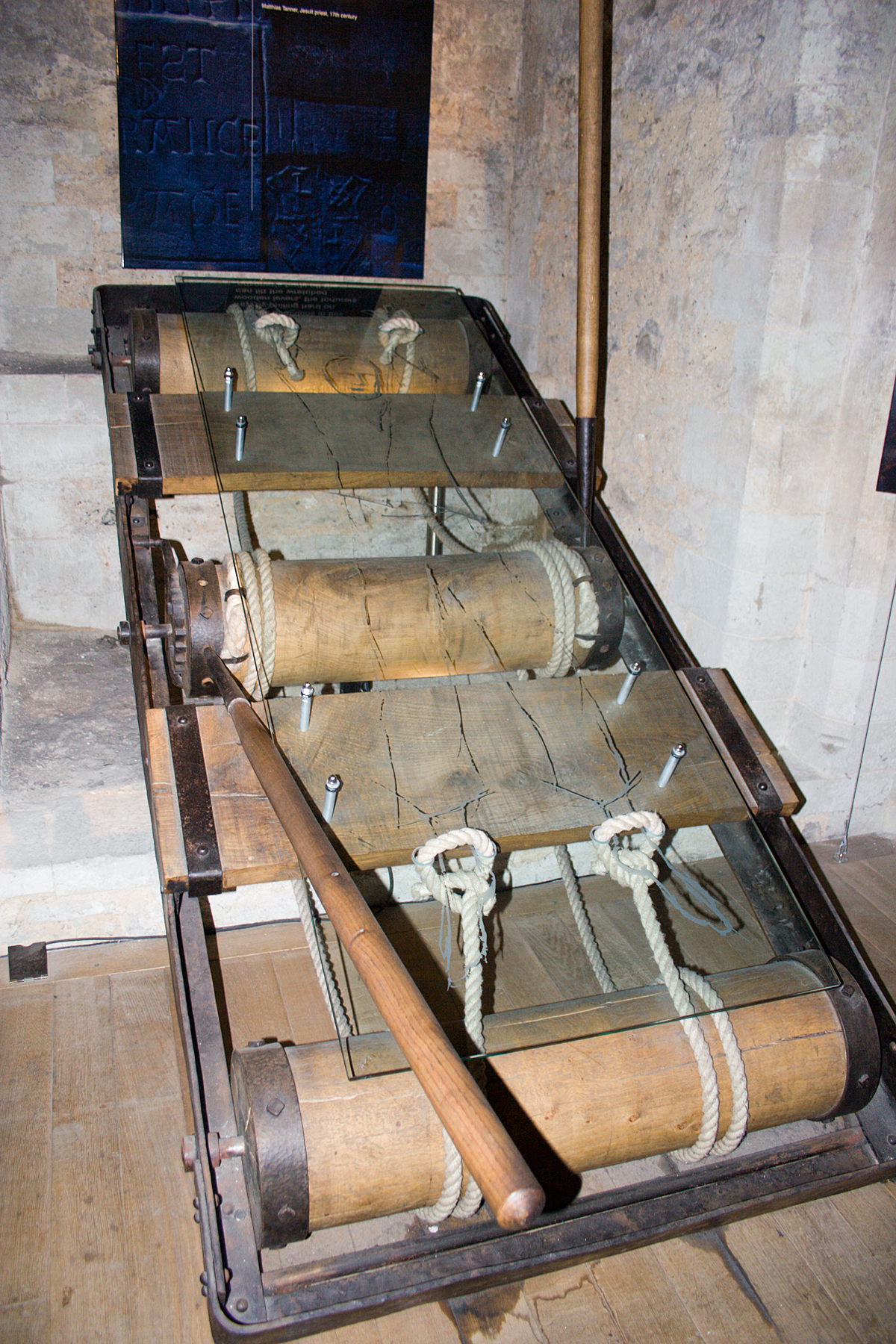

المخلعة هي أشهر أدوات التعذيب وأكثرها استعمالاً على مدى العصور، ويعود استعمالها إلى الحضارات القديمة، وتوسع الرومان في أستخدامها. ورغم تعدد الأدوات التي تقوم بهذه المهمة، إلا أن المبدأ الأساسي لكل هذه الأدوات واحد، وهو الضغط على أطراف الشخص حتى تتفكك مفاصلة وتتمزق عضلاته، سواء كان ذلك عبر ربط الشخص بمجموعة من الخيول أو ربطه على لوح خشبي يقوم بذات الوظيفة. وقد أخذت هذه الأدوات أسماء مختلفة في البلدان التي استخدمتها، فسميت بـ “الحصان الصغير” في فرنسا، و”السلم” في إسبانيا، و”الإطار” في ألمانيا، وسميت “بساط الريح” في الدول العربية في العقود الأخيرة.